# Chiesa di San Canziano (Paglieta)
La chiesa di San Canziano si trova a Paglieta. 
Si trova nella periferia sud, lungo viale San Canziano. Il nome completo è chiesa santuario dei Santi Canzio, Canziano e Canzianilla. È meta di pellegrinaggi durante la festa patronale dedicata a questi santi.

## Storia

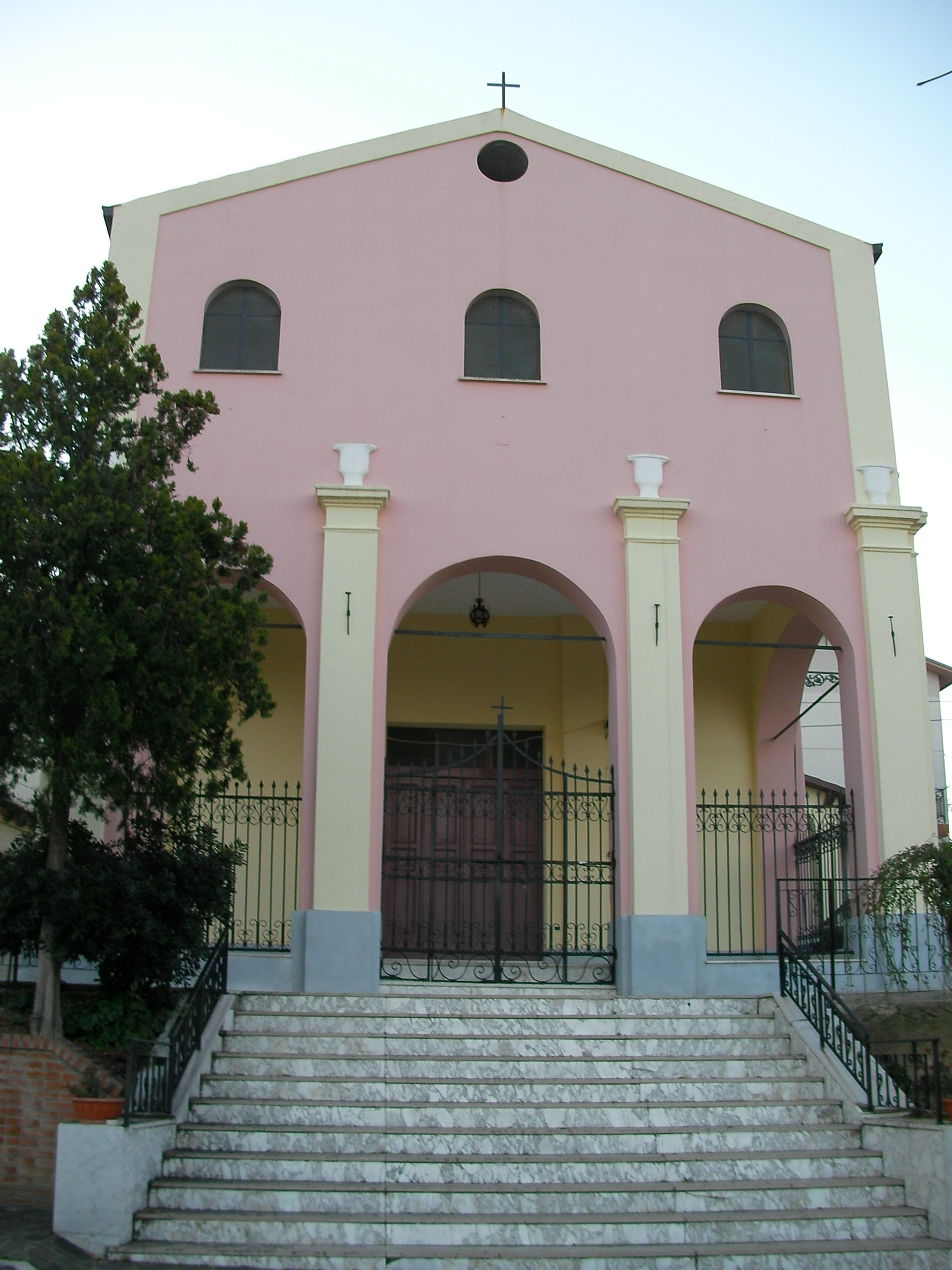
La facciata

Venne edificata probabilmente intorno all'anno 1000 essendo infatti già nota nei documenti del 1176. Nel Settecento venne aggiunto il portico anteriore. Alla fine del XVIII secolo la chiesa risulta tra i possedimenti della Badia di San Giovanni in Venere. Dal 1824 al 1885 le venne affiancato un cimitero. Durante la seconda guerra mondiale venne utilizzata come stalla e deposito di materiale bellico ma alla fine della guerra fu oggetto di un grosso intervento di trasformazione e restauro quale il consolidamento delle fondazioni, la demolizione degli archi e delle volte interne, l'abbassamento del muro perimetrale, l'abbattimento delle capriate in legno, il rifacimento del solaio in cemento armato, degli intonaci e del pavimento.

## Descrizione
La chiesa è separata dalla strada da una scala in pietra. Presenta una facciata a capanna con un portico inquadrato da tre archi a tutto sesto; quello centrale è il più alto ed ampio dei tre. Vi si trovano nella parte superiore tre piccole finestre a tutto sesto in corrispondenza dei tre archi sottostanti. È intonacata di rosa ma l'interno del portico presenta un intonaco bianco. All'interno, ad aula unica, priva di particolari decorazioni dai restauri del Novecento, si trovano tre belle statue moderne dei santi Canzio, Canziano e Canzianilla.
La statua più antica rappresenta San Mauro Abate che guarisce uno storpio, opera di Giacomo Falcucci di Atessa del 1857.